# Забродин, Николай Фёдорович
Николай Фёдорович Забродин (1 января 1905, Дубровки, Пензенская губерния — 26 января 1988, Днепропетровск) — командир 735-го стрелкового полка 166-й стрелковой дивизии 4-й ударной армии 1-го Прибалтийского фронта, Герой Советского Союза.

## Биография
Родился 19 декабря 1905 года в селе Дубровки, волостном центре Наровчатского уезда Пензенской губернии (ныне село находится в Спасском районе Пензенской области), в семье крестьянина. Русский. Окончил 7 классов. Работал машинистом артели мукомолов в селе Славянск, ныне посёлок городского типа Славянка Чимкентской области Казахстана. В последующем до начала войны проживал в Фергане, Узбекской ССР, по адресу: улица Кирова, дом 14. Был женат на Забродиной Наталье Яковлевне.
В Красной армии с 1927 года. Принимал участие в подавлении басмаческого движения в Туркменской ССР. Член ВКП(б)/КПСС с 1929 года. В 1932 году окончил Ташкентское кавалерийское училище, в 1935 году — курсы «Выстрел», в 1936 году — курсы политработников при Военно-политической академии имени В. И. Ленина.
Участник Великой Отечественной войны с 1941 года. 21 октября 1941 года под Ростовом был тяжело ранен (пулевое ранение в позвоночник), 25 марта 1942 года — контужен (с потерей слуха на левое ухо). С 28 сентября 1943 года по 18 января 1944 года являлся командиром 735-го стрелкового полка 166-й стрелковой дивизии.
735-й стрелковый полк (166-я стрелковая дивизия, 4-я ударная армия, 1-й Прибалтийский фронт) под командованием подполковника Забродина 13 декабря 1943 года овладел участком шоссейной дороги, следующей на город Невель Псковской области, у деревни Кузьмино Городокского района Витебской области Белоруссии, перерезал коммуникации, связывавшие две крупные группировки противника.
16 декабря 1943 года противник прорвал оборону советских войск на участке соседней дивизии и подразделения 735-го стрелкового полка оказались в полном окружении. Два пехотных полка, танки и артиллерия врага обрушили свой удар на полк подполковника Забродина. Командир полка умело организовал круговую оборону и полк, действуя в окружении, успешно отбивал все контратаки немецких частей и подразделений до рассвета следующего дня, нанеся противнику серьёзный урон. Утром полк Забродина соединился с нашими подразделениями танкового корпуса, идущего на Невель.
Подполковник Забродин в этих боях показал исключительное мужество и отвагу, хладнокровие и умение управлять боем в самых сложных условиях, когда положение уже казалось почти безвыходным. В самые трудные моменты боя он находился в боевых порядках и личным примером воодушевлял воинов на ратные подвиги.
За время боев в период с 13 по 17 декабря 1943 года полк под командованием подполковника Николая Забродина нанёс противнику следующий серьёзный урон в живой силе и технике:
- убито до 700 и ранено до 1500 человек пехоты противника;
- сдались в плен 237 немецких солдат и офицеров;
- уничтожено 15 танков, до 40 автомашин с личным составом и грузами, много орудий и миномётов;
- захвачено большое количество пулемётов, автоматов и винтовок.

Указом Президиума Верховного Совета СССР от 4 июня 1944 года за образцовое выполнение боевых заданий командования на фронте борьбы с немецко-фашистскими захватчиками и проявленные при этом мужество и героизм, подполковнику Забродину Николаю Фёдоровичу присвоено звание Героя Советского Союза с вручением ордена Ленина и медали «Золотая Звезда» (№ 4052).
12 февраля 1944 года был вновь тяжело ранен: осколочное ранение грудной клетки и обеих ног с ограничением движения коленного сустава левой ноги.
После войны продолжал службу в рядах Вооружённых Сил СССР. Проходил службу на различных командных и штабных должностях. С 1954 года — в запасе.
Жил в Днепропетровске. Умер 16 января 1988 года. Похоронен на Сурско-Литовском кладбище.

## Увековечение памяти
Бюст Николая Забродина установлен на Аллее Героев в парке города Спасска Пензенской области.

## Награды
- медаль «Золотая Звезда» Героя Советского Союза (4 июня 1944 года[5]);
- орден Ленина (4 июня 1944 года[5]);
- орден Красного Знамени (14 августа 1943 года[2], дата награждения неизвестна);
- орден Суворова III степени (21 декабря 1943 года[1]);
- орден Отечественной войны I степени (13 июня 1945 года[3], 6 ноября 1985 года[6]);
- орден Красной Звезды (8 мая 1945 года[7]);
- медали.

## Галерея

Бюст на Аллее Героев в Спасске
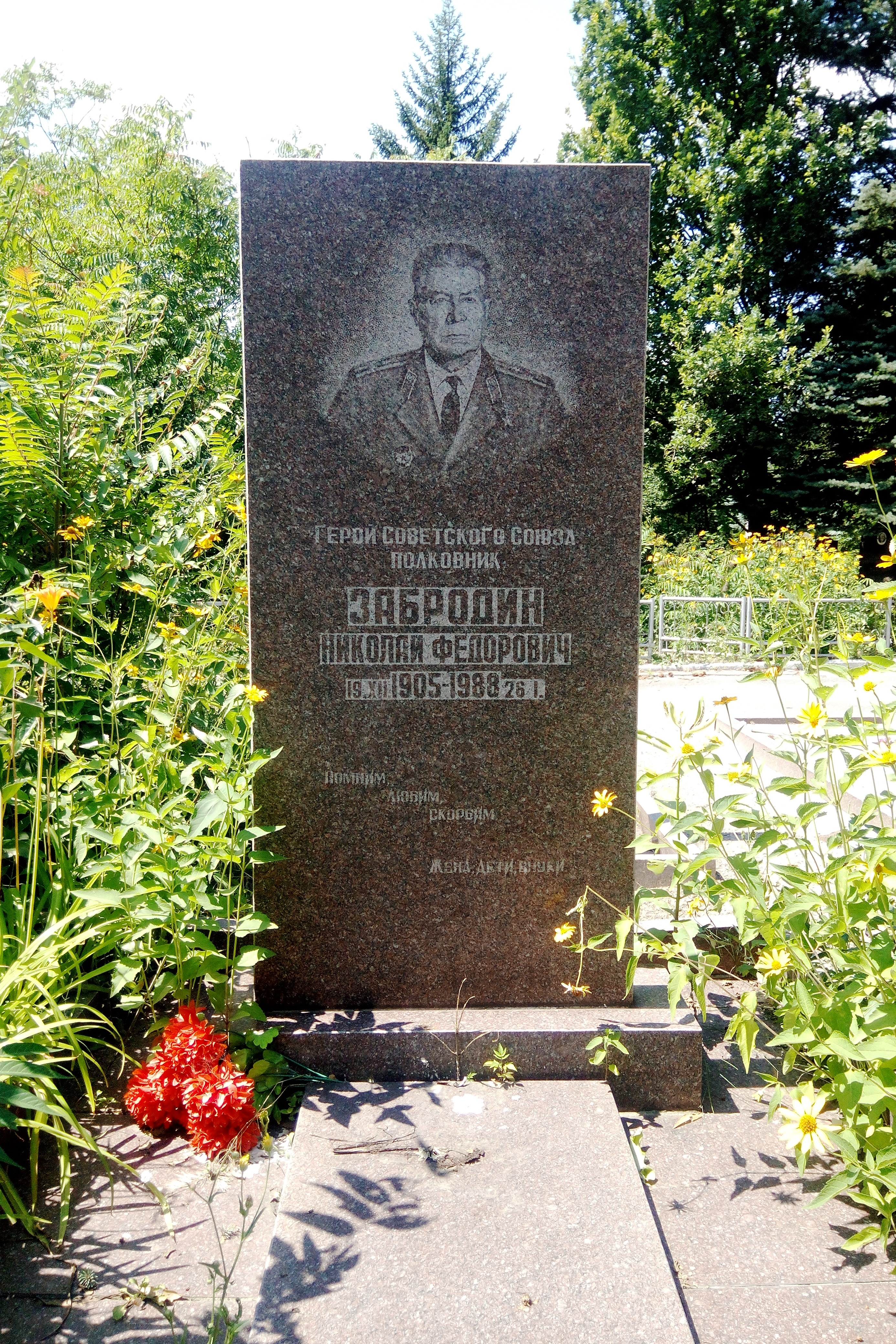
Могила на Аллее Героев Сурско-Литовского кладбища в Днепре